# Lubomír Moudrý
Lubomír Moudrý (* 21. června 1963 Chomutov) se dlouhodobě věnuje oboru provozování zoologických zahrad. Působil zde postupně jako chovatel, vedoucí chovatel a ředitel zoologické zahrady, dále také jako člen několika sdružení zoologických zahrad, jako člen odborné komise pro udělování licencí i jako externí poradce a fundraiser.

## Začátky a odborná průprava
Lubomír Moudrý se narodil 21. června 1963 v Chomutově. V letech 1978 – 1982 absolvoval středoškolské studium v maturitním oboru chovatel cizokrajných zvířat na Středním odborném učilišti Praha 9 – Čakovice s praktickou částí studia vykonávanou v Zoo Praha, Zoo Ústí nad Labem a v Podkrušnohorském zooparku Chomutov.

### Působení v Zoo Ústí nad Labem a důvody odchodu
Po maturitě začal v červenci 1982 působit v Zoo Ústí nad Labem, nejprve jako chovatel zvířat a posléze ve funkci inspektor chovu zvířat. V roce 1987 byl přijat do distančního studia zootechnického oboru na Agronomické fakultě Vysoké školy zemědělské. V roce 1991 mu zástupci Unie českých a slovenských zoologických zahrad nabídli, aby se s podporou tohoto profesního sdružení přihlásil na uvolněné místo ředitele děčínské zoologické zahrady, kam byl následně přijat po úspěšném zakončení vysokoškolského studia. Jedním z důvodů jeho rozhodnutí byla snaha modernizovat děčínskou zoo, která, ačkoli za sebou měla poměrně dlouhou historii (byla založena v r. 1948 jako čtvrté zařízení se statutem zoo v Čechách) a řadu jedinečných chovatelských úspěchů, patřila v té době mezi nejzanedbanější a byla prakticky bez jakékoli realizované koncepce. Všechny zdejší ubikace byly provizorního charakteru a chyběla zde většina prvků, které jsou pro fungování zoo nezbytné.

## Působení v Zoo Děčín
Mezi lety 1992 a 2007 se Lubomíru Moudrému podařilo velkou část těchto nedostatků odstranit či napravit. Pod jeho vedením byla opravena, rekonstruována či nově vybudována řada expozic a pomocných objektů, a to nejen z prostředků města Děčína a vlastních zdrojů, ale především z nejrůznějších grantů a dotací. Zoo Děčín byla první českou zoo, která čerpala prostředky Evropské unie (předvstupní pomoc v rámci programu CBC PHARE, program Leonardo da Vinci a INTERREG IIIA). Aktivně se také zapojila do projektů přeshraniční i mezinárodní spolupráce. K dalším poskytovatelům finančních prostředků patřilo Ministerstvo místního rozvoje, Státní fond životního prostředí ČR a Ústecký kraj. Nejrozsáhlejšími expozičními stavbami v tomto období byly pavilón ptáků, velký volný výběh pro medvědy, komplex expozic fauny Českosaského Švýcarska a dům expozic ryb, obojživelníků a plazů s názvem Rajské ostrovy. Kromě toho v zoo vzniklo zařízení ZooŠkola se zaměřením na osvětovou a vzdělávací činnost. Této složce činnosti zoo se Lubomír Moudrý věnoval velmi intenzivně a nechal v areálu zoo zřídit celou řadu interaktivních zařízení a objektů ve formě naučných stezek, a také netradičních dekorativních prvků, které měly zdůraznit celkový charakter expozic a jejich působení na veřejnost. ZooŠkola se současně stala názvem celé nové rodiny unikátních vzdělávacích programů. Kromě osvětové a vzdělávací činnosti se děčínská zoo začala aktivně angažovat i v tzv. animal-assisted activities (AAA), tedy využití zvířat při činnostech přispívajících k psychické pohodě člověka. V rámci tohoto programu zoo uspořádala vůbec první akci typu Dreamnight at the Zoo (Noc snů) a posléze se k ní přidaly i další české zoo.

### Zastupování Zoo Děčín na mezinárodní scéně
Pod vedením Lubomíra Moudrého byla děčínská zoo přijata nejprve do Evropské asociace zoo a akvárií, a následně v roce 2003 také do prestižní Světové asociace zoo a akvárií, která sdružuje nejlepší zoologické zahrady světa. Kromě toho se stala i členem Mezinárodní asociace vzdělávacích pracovníků v zoologických zahradách (International Zoo Educator Association), Mezinárodního informačního systému druhů (International Species Information System) a podporovatelem organizace Fauna and Flora International, která je jedním z nejvýznamnějších hráčů na poli ochrany přírody. Zoo se také zapojila do celé řady Evropských záchovných programů (EEP). V rámci této činnosti byly do Děčína dovezeny a zde také rozmnoženy druhy zvířat, s nimiž se předtím česká veřejnost nesetkala. L. Moudrý také děčínskou zoo zastupoval v řídících výborech některých EEP a za jeho vedení děčínská zoo začala jeden z nich i koordinovat (kočka rybářská, Prionailurus viverrinus).
Kromě uvedených pozic zastupoval Lubomír Moudrý děčínskou zoo i ve Svazu cestovního ruchu DELITEUS, kde mezi lety 1999 a 2001 působil jako člen představenstva tohoto sdružení a v rámci činnosti svazu propagoval region Ústeckého kraje doma i na zahraničních akcích.
Na začátku 2. dekády 21. století Zoo Děčín jako jedna z prvních českých zoo zahájila přímou podporu projektů ochrany živočišných druhů in situ (tj. v místě/oblasti výskytu), a to v rámci spolupráce s organizací Fauna & Flora International prostřednictvím Williama Olivera – významné osobnosti ochrany přírody, který v té době řídil řadu aktivit FFI v oblasti Filipín. Podpora spočívala v poskytnutí personální a materiální pomoci jedné ze záchranných stanic pro ohrožené druhy. Kromě toho zoo začala finančně podporovat celosvětový projekt záchranného chovu jelena sambara skvrnitého (Rusa alfredi), a to formou úhrad příspěvku za členství v programu. Jako první pak tento zajímavý druh představila i české veřejnosti.

### Působení v Unii českých a slovenských zoo
Lubomír Moudrý byl v roce 2000 zvolen členem Rady Unie českých a slovenských zoologických zahrad (UCSZOO) a v letech 2002–2007 působil i jako její vicepresident. Během svého působení v Unii začal organizovat vydávání pravidelných výročních zpráv této organizace a podílel se na jejích mezinárodních vztazích, mimo jiné tím, že zajistil její přijetí do prestižní organizace IUCN. V září 2004 byl kooptován do Rady Evropské asociace zoo a akvárií a působil zde jeden rok. Současně vykonával funkci člena výkonného výboru této organizace (Executive Committee) na pozici pokladníka sdružení. V rámci Unie také ve spolupráci s členskými zoo vypracoval analýzu stávajícího stavu a výhledu činnosti českých a slovenských zoo v oblasti osvěty veřejnosti.

### Působení v komisi pro zoologické zahrady
Po přijetí směrnice ES o chovu volně žijících živočichů v lidské péči (tzv. směrnice o zoologických zahradách, 1999) se v rámci přípravy České republiky na vstup do EU Lubomír Moudrý věnoval přípravě nového zákona o provozování zoologických zahrad, jehož přijetí se stalo pro stávající i nové členy EU povinností. Ministrem životního prostředí byl v roce 2003 jmenován členem historicky prvního týmu komise pro zoologické zahrady, která následně po provedení posouzení aktuálního stavu postupně doporučila udělení licence k provozování zoo všem českým členům Unie českých a slovenských zoo a několika dalším nově vzniklým subjektům. Moudrý byl členem této komise až do roku 2008, kdy požádal u uvolnění z funkce.

## Ukončení kariéry ředitele zoo a další působení

### Spolupráce se ZOO Dvůr Králové
V roce 2007 se po 15 letech věnovaných velmi intenzivní práci na rozvoji děčínské zoo a společenství zoologických zahrad obecně rozhodl požádat o uvolnění z funkce ředitele děčínské zoo z osobních důvodů a jeho žádosti bylo vyhověno. Na pozici ředitele ho vystřídala jeho dosavadní spolupracovnice Kateřina Majerová. Po odchodu koncem července 2007 se s rodinou přestěhoval do blízkosti Dvora Králové nad Labem, kde začal působit jako profesionální překladatel a mezi lety 2007 a 2011 aktivně spolupracoval se ZOO Dvůr Králové v oblasti fundraisingu, poradenství a mezinárodních vztahů. Zajišťoval pro tuto zoo mimo jiné i mezinárodní komunikaci v rámci jejích nejvýznamnějších projektů záchrany druhů týkajících se nosorožce tuponosého severního (přesun do rezervace Ol Pejeta v Keni) a nosorožce dvourohého (reintrodukce do národního parku Mkomazi, Tanzanie).

### Působení v administrativě Unie českých a slovenských zoologických zahrad
V roce 2012 převzal Lubomír Moudrý funkci ředitele kanceláře Unie českých a slovenských zoologických zahrad, kde se začal kromě běžné administrativy věnovat především spolupráci se zahraničními institucemi (Evropská a Světová asociace zoo a akvárií a IUCN). Působil zde do září 2014.

## Překladatelská dráha
V roli překladatele se zabýval především překlady publikací souvisejících s jeho oborem specializace. Přeložil do češtiny dokument WAZA se stěžejním významem pro práci zoo – Strategie zoologických zahrad v ochraně přírody, několik manuálů a dalších podkladů k celoevropským či celosvětovým kampaním zoologických zahrad, či dva díly série Chov ohrožených druhů z produkce ZOO Dvůr Králové. Pro tuto zoo také spolu s manželkou Markétou vyhotovil překlad rozsáhlého díla W. Puschmanna a manželů Zscheileových, který ZOO Dvůr Králové vydala pod názvem „SAVCI, Chov v zoologických zahradách“. Mimo sféru zoo pak do angličtiny přeložil knihu MUDr. Jiřího Valenty věnující se problematice biologie a toxinů jedovatých hadů a léčbě uštknutí (Venomous Snakes – Envenoming, Therapy; Nova Publishers), do češtiny knihu Grega Glendella Škola pro papoušky (Brázda), či do angličtiny knihu autorů Hana Šantrůčková, Jaroslav Vrba a kol.: Co vyprávějí šumavské smrčiny (pro Správu Národního parku Šumava).

## Zvažování návratu do zoologických zahrad
Přestože v roce 2007 Lubomír Moudrý oznámil, že již v žádné zoologické zahradě jako zaměstnanec působit nehodlá, několikrát na základě aktuální situace návrat zvažoval. Nikdy to však nebylo vedeno žádnou jinou snahou, než pomoci zachovat kontinuitu odborného vedení a ochranářského, osvětově-vzdělávacího a rekreačního pojetí vědecky řízené zoo. Vždy to také mělo nějakou návaznost na jeho historické působení, ať už to byl případ konkurzu na ředitele zoo v Praze, kde se kdysi připravoval na svoji odbornou dráhu, ZOO Dvůr Králové, s níž předtím několik let spolupracoval, nebo Zoo Ústí nad Labem, kde kdysi po absolvování odborné střední školy působil. V posledně jmenované zoo pak jako ředitel působil od ledna 2016 do začátku března 2017, kdy z osobních důvodů na funkci rezignoval a vrátil se opět k práci nezávislého překladatele, konzultanta a fundraisera.

## Působení v Muzeu východních Čech
Lubomír Moudrý se stal v rámci výstavního oddělení Muzea východních Čech v Hradci Králové manažerem připravované přírodovědné expozice.